# Єдиний реєстр громадських формувань
Єди́ний реє́стр грома́дських формува́нь — електронна база даних, яка містить відомості про легалізацію (реєстрацію):
- політичних партій: політичних партій, обласних, міських і районних організацій політичних партій та інших структурних утворень політичних партій;
- громадських організацій: всеукраїнських, міжнародних, місцевих громадських організацій, їх спілок, місцевих осередків всеукраїнських, міжнародних громадських організацій; філіалів, відділень, представництв та інших структурних осередків громадських (неурядових) організацій іноземних держав на території України;
- первинних, місцевих, обласних, регіональних, республіканських, всеукраїнських профспілок, їх об'єднань, організацій профспілок;
- місцевих, обласних, республіканських Автономної Республіки Крим, міжнародних організацій роботодавців, місцевих, обласних, республіканських, всеукраїнських об'єднань організацій роботодавців;
- всеукраїнських, місцевих асоціацій кредитних спілок;
- благодійних організацій: всеукраїнських, міжнародних, місцевих благодійних організацій, відділень, філій, представництв всеукраїнських, міжнародних благодійних організацій;
- творчих спілок: всеукраїнських творчих спілок, їх місцевих осередків, регіональних (місцевих) творчих спілок;
- торгово-промислових палат: торгово-промислової палати України, торгово-промислової палати Автономної Республіки Крим, регіональних торгово-промислових палат;
- постійно діючих третейських судів;
- статутів: статуту Фонду соціального страхування від нещасних випадків на виробництві та професійних захворювань, статутів інших фондів загальнообов'язкового державного соціального страхування, статутів територіальних громад;
- асоціацій органів місцевого самоврядування;

## Розділи
Єдиний реєстр складається з таких розділів:
- Реєстр політичних партій;
- Реєстр громадських організацій;
- Реєстр благодійних організацій;
- Реєстр творчих спілок;
- Реєстр торгово-промислових палат;
- Реєстр постійно діючих третейських судів;
- Реєстр статутів;
- Реєстр асоціацій органів місцевого самоврядування;
- Реєстр адвокатських об'єднань.

## Держатель, адміністратор і реєстратор
Держатель Єдиного реєстру — Міністерство юстиції України, що забезпечує його функціонування.
Адміністратор Єдиного реєстру — державне підприємство «Інформаційний центр» Міністерства юстиції України, яке:
- здійснює заходи із створення та супроводження програмного забезпечення Єдиного реєстру, надання доступу до Єдиного реєстру, * забезпечує збереження та захист даних, що містяться в Єдиному реєстрі,
- видає витяги з Єдиного реєстру та виконує інші функції.

Реєстратор Єдиного реєстру — Державна реєстраційна служба України та структурні підрозділи головних управлінь юстиції Міністерства юстиції України.

## Різне
Користувачі Єдиного реєстру — будь-які фізичні або юридичні особи, які мають доступ до Єдиного реєстру через комп'ютерну мережу на підставі відповідних договорів з Адміністратором та отримують витяги з Єдиного реєстру для власних потреб.
Ведення Єдиного реєстру здійснюється українською мовою.